# Gatecrashing
Gatecrashing è il secondo e ultimo album del gruppo inglese Living in a Box, pubblicato dalla Chrysalis Records nel 1989.

## Tracce
Lato A
1. Unique - 3:38
2. Blow the House Down - 4:14
3. Day After Tomorrow Night - 3:34
4. Touch Sensitive - 3:40
5. All the Difference in the World - 4:23

Lato B
1. Gatecrashing - 3:09
2. Mistaken Identity - 3:57
3. Live it Up - 3:47
4. Different Air - 4:00
5. Room in Your Heart - 4:27

(Tutte le tracce composte da Albert Hammond, Marcus Vere e Richard Darbyshire)